# Crisis de seguridad en Perú de 2021-presente

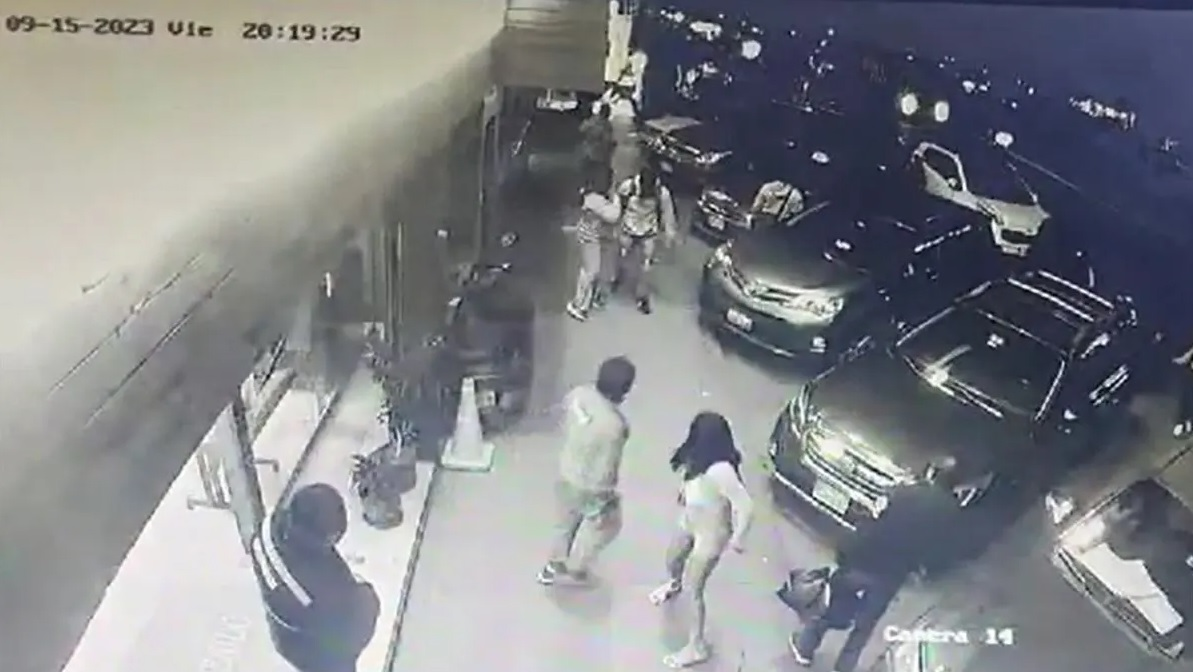
Atentado extorsivo en la discoteca Xanders de 2023.

La crisis de seguridad en Perú de 2021-presente es un periodo marcado por el incremento sostenido de la criminalidad, la violencia urbana, el accionar de organizaciones criminales transnacionales y una percepción generalizada de inseguridad ciudadana. Esta situación ha afectado gravemente diversas regiones del país, incluyendo Lima Metropolitana, La Libertad (con mayor incidencia en Pataz), Piura, Loreto y el Callao. Además, ha afectado a sectores como la minería, comercio, transporte, música y la educación.
Entre 2021 y 2025, los índices de homicidios, extorsión y delitos violentos han aumentado significativamente, con más de 22 835 denuncias de extorsión solo en 2024 (un incremento del 379.62 % respecto al 2021), según reportes del Ministerio Público, y el doble de homicidios que antes de la pandemia. En paralelo, bandas criminales como el Tren de Aragua y Los Pulpos han expandido su presencia y capacidades operativas en el territorio peruano.
La crisis ha motivado respuestas estatales (de Pedro Castillo y Dina Boluarte) como declaraciones de estado de emergencia, intervenciones militares y la creación de brigadas especiales. Sin embargo, también se han denunciado afectaciones a los derechos humanos y falta de resultados sostenibles. Esta situación se enmarca en un contexto de inestabilidad política y desconfianza ciudadana hacia las instituciones del Estado.

## Contexto
La inseguridad ciudadana se convirtió en uno de los principales problemas en el Perú. Uno de los fenómenos que habría enfrentado el país habría sido la extorsión, cuyo origen habría estado en el departamento de La Libertad, según el historiador Jorge Nureña, y que se habría extendido a Lima por tener contactos que residen allí.
Desde el año 2021, se reportó un aumento constante de la delincuencia y los índices de narcotráfico, esto tras la disminución de los casos debido a la pandemia de COVID-19. Sin embargo, los niveles de criminalidad empezaron a aumentar, siendo que para 2022 el efecto de disminución se había revertido y empezaba a superar los niveles medidos antes de la pandemia. El aumento de la delincuencia motivó que el por entonces presidente Pedro Castillo decretara la salida de los militares a las calles de Lima y Callao en apoyo de la policía en noviembre de 2021. Al mes siguiente, anunció un incremento de efectivos policiales en un 20% para el fortalecimiento de la seguridad ciudadana.
En febrero de 2022, mediante Decreto Supremo 012-2022-PCM, se decretó estado de emergencia por 45 días en Lima y Callao para combatir la criminalidad. Castillo anunció la salida de militares para el combate de la delincuencia común aseverando que la policía tenía la capacidad de combatir la delincuencia.  Sin embargo, el premier Aníbal Torres declaró que "la policía ha sido superada amplísimamente por la delincuencia".
En marzo de 2022, Torres volvió a reafirmar que «hay que hablar con toda franqueza: no podemos seguir escondiendo las cosas. Hay que entender que la policía ha sido superada ampliamente por la delincuencia», señalando, además, casos de corrupción dentro de la institución policial. Para julio de 2022, se denunció que Castillo no contaba con un plan para combatir la delincuencia y el narcotráfico, reportándose un aumento de los mismos mientras el gobierno se enfocaba en defenderse de las acusaciones de corrupción. Se detalló que la policía no había sido fortalecida y que los cambios continuos en el despacho del Ministerio del Interior hacía que las gestiones sean ineficientes.  Mientras tanto, el Índice Global de Organizaciones Criminales mostró un aumento de la criminalidad organizada en el Perú entre los años 2021 y 2023. En el mismo intervalo de años, se reportó el incremento de extorsión, siendo la modalidad del "gota a gota" uno de los preponderantes.
Para septiembre de 2023, se reportó un aumento del 50 % en casos de extorsión a nivel nacional (registrándose entre enero y agosto del presente año 12 730 casos de extorsión). El 71 % de los casos de extorsión se concentraron en Lima, La Libertad y Piura.  En Lima metropolitana se registraron 215 víctimas de sicariato para agosto de 2023. Para diciembre de 2023, se informó del incremento de los casos de extorsión a 19 401, siendo casi cinco veces más de los registrados en el año 2021. Esto llevó a que El Comercio informara que «las extorsiones han tomado el país, presentándose dicho delito con mayor incidencia en Lima Norte y Este y en La Libertad. El entonces gobernador de La Libertad, César Acuña, reconoció el fracaso a la hora de tomar medidas al respecto, en concreto, con respecto al único proyecto de 2023 destinado a implementar equipos en 25 comisarías del departamento que fue paralizado. El entonces alcalde de Lima Metropolitana, Rafael López Aliaga, reconoció mucho más tarde, en 2025, que «el tema de la delincuencia es gravísimo».
En el año 2024, según datos de la Policía Nacional del Perú (PNP), entre enero y agosto se registraron 14 220 denuncias de extorsión a nivel nacional presentándose, en promedio, 59 denuncias diarias lo que equivale a una denuncia cada 24 minutos. Se detalló que las regiones más afectadas por dicha problemática eran Lima, La Libertad, Piura, Lambayeque, Callao e Ica, concentrando dichas regiones el 84 % de denuncias a nivel nacional. Se informó que el distrito limeño de San Juan de Lurigancho era el distrito con mayor cantidad de denuncias por extorsión en Lima Metropolitana, seguido del Cercado de Lima y Comas. Según detalló la Asociación de Bodegueros del Perú, debido a las extorsiones se cerraron alrededor de 3000 bodegas en Lima de manera definitiva.
Aunque se sabe que el origen de la ola extorsiva proviene del norte peruano, siendo Trujillo la principal perjudicada desde la década de 2000 por el auge económico que vivía y las inversiones recibidas, el aumento de la criminalidad se debió a la ineficacia de los organismos de justicia. A esto se añadió la reforma del ministro Carlos Basombrío en el año 2016 —que llevó a que el Ministerio del Interior (MININTER) dejara de estar a cargo del Consejo Nacional de Seguridad Ciudadana (CONASEC), lo que incidió a que no se elaboraran planes de seguridad ciudadana de forma anual—, el impacto de la pandemia del COVID-19 y la presencia de organizaciones criminales de origen extranjero en el Perú y la subsecuente alianza entre dichas organizaciones criminales.
La población extranjera se ha utilizado como chivo expiatorio, debido a su exposición en las notas policiales de los medios de comunicación, lo que ha sido motivo de debate. Con la presencia de organizaciones extranjeras como Tren de Aragua, diversas organizaciones criminales locales «desaparecieron», aunque se detectó que algunas de ellas estaban reorganizándose para retomar el control, mientras que otras se habían alineado con las organizaciones extranjeras. Conforme pasaba el tiempo y los operativos policiales capturaban a los principales líderes de las organizaciones extranjeras, se detectó que las organizaciones peruanas ocupaban su lugar. Una de las organizaciones que mantuvo vigencia en la delincuencia de Lima fue liderada por Erick Moreno Hernández, alias «El Monstruo».
Se ha debatido si los vehículos de motor han fomentado la delincuencia en el país. Alfonso Flórez criticó la propuesta del Congreso de limitar el uso de las motos en determinadas circunstancias por no abordar técnicamente la crisis de seguridad. Flórez señaló que para llevar a una segunda persona es necesario demostrar que se trata de un familiar, lo cual calificó de «absurdo». La Unión de Gremios y Asociaciones de Restaurantes también criticó la prohibición de la circulación de estos vehículos de noche porque perjudica los servicios a domicilio. En 2025, se exigió que los motociclistas llevasen chaleco y placa identificativa, una medida que fue ampliamente criticada por extranjeros, quienes señalaron que no les permitía desarrollar su trabajo.
Se sabe que, en plena crisis de seguridad, existe un control territorial de trata de personas y explotación sexual que ha ganado terreno en distritos limeños como Lince, donde es frecuentemente vigilado por efectivos municipales. Algunas trabajadoras sexuales que fueron abandonadas tras el cierre de los establecimientos también estuvieron en el punto de mira de las mafias. Se denunció la falta de medidas al respecto, mientras que las actividades de proxenetismo llegaron al Congreso de la República, después de que se conociera que el jefe de la Oficina Legal y Constitucional habría dirigido presuntamente a una de las redes y que una de las mujeres vinculadas a una presunta red había conseguido irregularmente un empleo. Mirtha Vásquez confirmó que el Congreso ya contaba con una puerta que daba a una zona secreta que lo describía como «un apartamento para un hombre soltero con propósitos particulares».
En octubre de 2024, el secretario general de la Federación Nacional de Trabajadores del Ministerio Público denunció que la Morgue Central de Lima había alcanzado su capacidad máxima para atender cadáveres, ya que había aumentado 10 veces con respecto al año pasado. Para ese mes, el diario El Comercio afirmó que en las redes sociales se vendían registros personales obtenidos en el Reniec, lo que facilitaba la localización de las potenciales víctimas.
El exministro del Interior, Rubén Vargas, consideró que la crisis de seguridad es la más significativa de la historia republicana. No obstante, afirmó que en este país «aún no hemos tocado fondo» debido a que esta crisis involucra a autoridades políticas. Además, Juan Carlos Liendo, exjefe de la Dirección Nacional de Inteligencia, catalogó a 2024 como el año más violento en términos delincuenciales a causa de la evolución del crimen transnacional. Una encuesta de Datum de octubre de 2024 señaló que los encuestados responsabilizaron de la crisis de inseguridad a las dos instituciones principales: un 44 % señaló a la Presidencia de la República y un 40 % al Congreso.
La crisis de seguridad ha tenido repercusiones futuras. Jullissa Castro de Escalante, médica psiquiatra especializada en niños y adolescentes del Hospital Víctor Larco Herrera, advirtió de que los jóvenes pueden volverse insensibles a la violencia a partir de la exposición. Por otro lado, una encuesta del Banco de Crédito reveló que el 66 % de los entrevistados que migraron a la banca digital lo hicieron obligatoriamente para proteger sus finanzas.

### Actuación de policías y fiscales
La crisis de seguridad se hizo patente en instituciones como la Policía Nacional del Perú y el Ministerio Público. Ambas instituciones tuvieron problemas para detener y procesar a las personas que cometieron delitos.
La PNP se ha enfrentado a unidades de investigación que se han desmantelado o que han recibido menos inversión desde que empezó la crisis de seguridad. Se ha reconocido la «ineficacia» de la institución policial para identificar a agentes policiales con antecedentes criminales (a razón del caso Sheyla Cóndor), la falta de personal (se buscaba establecer egresos acelerados de nuevos agentes para paliarla), la adquisición de superdeportivos para generales y la existencia de un mercado negro de armas incautadas. También se ha denunciado el montaje de falsos operativos por parte de algunos agentes para ascender, su colaboración en las actividades de las organizaciones criminales y las irregularidades en la lucha contra dichas organizaciones.
La Fiscalía ha sido criticada por permitir la puesta en libertad de más de miles detenidos en delitos de flagrancia (8000 fueron en los primeros seis meses de 2024). La máxima autoridad del organismo, Delia Espinoza, señaló que esas cifras suelen ser imprecisas, ya que podrían inflarse por una considerable cantidad de delitos menores (incluidas las infracciones de tráfico), y que no existen «casos concretos» de órdenes realizadas deliberadamente por los mismos fiscales. La República afirmó posteriormente que, entre enero y marzo de 2025, la PNP detuvo a 43 747 personas a nivel nacional por actividades, de las cuales solo el 0.85 % fueron por extorsión, sicariato y secuestro. El Ministerio Público confirmó que la policía solo detuvo a 780 personas por delitos graves como homicidio, secuestro y extorsión ese semestre.

### Participación de Erick Moreno
El portal Infobae y el diario de El Comercio consideran a Erick Moreno Hernández, alias «El Monstruo» y líder de «Los injertos del Cono Norte», como una figura clave en la crisis de seguridad. Moreno Hernández pasó de ser un taxista a, según admitió, controlar Lima Norte. Se sospecha que ha extendido sus operaciones a otros países. Según algunas fuentes policiales citadas por El Comercio, Moreno Hernández habría permitido que el resto de organizaciones usaran su «nombre».
Moreno Hernández fue incluido en la lista de «Los más buscados» del Mininter el pasado 28 de diciembre de 2023, tras ser condenado a 32 años de prisión por la Octava Sala Superior Penal de Lima. La recompensa ofrecida superó el millón de soles, el doble de la cantidad que permite la ley. Sin embargo, existen informes que denuncian la presencia de policías que filtrababan información a cambio de dinero para que el líder criminal pudiera permanecer prófugo. Un documento clasificado señalaba que el exjefe de la Brigada Especial Contra el Crimen había recibido amenazas de Moreno Hernández y posteriormente fue pasado al retiro.
En 2025, Moreno Hernández se fugó del país al enterarse de que la organización «Los injertos del Cono Norte» había sido desmantelada. La policía peruana llevó a cabo una operación sorpresa para localizarlo en Brasil con ayuda de la policía militar del país. El implicado logró escapar. Se presume que está protegido por el Primer Comando de la Capital, la mafia más sangrienta de Brasil.

## Acontecimientos

### 2020 - 2023
Durante la pandemia, la policía nacional intervino diversas guaridas (o búnkeres) en los que ciudadanos extranjeros habrían residido y celebrando fiestas con drogas y armas, como la del «Hotel Rojo» de Punta Negra. El gobierno decidió, el 21 de enero del 2020, la creación de un equipo especial, la Brigada Especial de Investigación Contra la Criminalidad Extranjera (BEICCE), encargado de investigar la delincuencia y el crimen organizado de extranjeros. Posteriormente se allanaron otras guaridas, como el búnker de Ancón, donde se capturó al sicario Richard Jason Fuentes Vásquez; el bunker «La Cabaña», en San Juan de Lurigancho y el bunker «Los Delfines», en Ventanilla, donde se capturó a los implicados en la desaparición de un empresario y se identificó a «Mamut» y a los primeros integrantes de los Los Tiguerones. Al menos 450 ciudadanos fueron detenidos hacia 2023.

### 2023

#### Incremento de acciones del Tren de Aragua
Para julio de 2023, se detectó la presencia del Tren de Aragua en 10 regiones del país, siendo las facciones «Los Gallegos», «Guerrilla Pobre» y «Los Hijos de Dios» las principales de dicha organización criminal. La organización tenía presencia desde el año 2018 en dicho país.

#### Asesinatos en Cañete
El 17 de agosto de 2023, sicarios de "Los Gallegos" (facción del "Tren de Aragua") asesinaron a 3 miembros de una familia quienes se dedicaban a los préstamos. El triple asesinato se realizó en Cañete.

#### Anuncio del «Plan Boluarte»
El 29 de agosto de 2023, ante los pedidos de implementar el denominado «Plan Bukele» en Perú ante el aumento de la criminalidad, se anunció la implementación del denominado «Plan Boluarte» (en referencia a la presidenta Dina Boluarte). Dicho anuncio fue realizado por el presidente del consejo de ministros, Alberto Otárola, quien especificó que «aquí ni va a haber un Plan Bukele, aquí habrá un Plan Boluarte». Dichas declaraciones las hizo tras presentar una petición de facultades legislativas para la lucha contra el crimen al congreso. Por otro lado la Coordinadora para la Inversión y Trabajo organizó en Lima, entre los días 28 al 30 de agosto, el evento sobre seguridad ciudadana basado en las iniciativas de seguridad adoptadas en El Salvador que generó interés de algunos municipios locales.

#### Atentado al Colegio Secundario Santa Fe (Loreto)
El 30 de agosto de 2023, el Colegio Secundario de Santa Fe en el distrito de Emilio San Martín, Loreto, Perú. Un incendio fue provocado por un grupo de simpatizantes de Sendero Luminoso, con el objetivo de generar atención mediática y fomentar el terrorismo en la región. El ataque fue llevado a cabo por Jorge Tamani Silva, un joven de 19 años que estudiaba en el mismo colegio, quien fue capturado tras intentar escapar. Posteriormente, se descubrió que los atacantes formaban parte de una célula vinculada al pensamiento Gonzalo, y la Fiscalía peruana abrió una investigación por posible apología del terrorismo.

#### Estado de emergencia en San Juan de Lurigancho, San Martín de Porres y Sullana
Tras el atentado en la discoteca Xanders del 15 de septiembre, Dina Boluarte anunció el 18 de septiembre la declaratoria de estado de emergencia en los distritos limeños de San Juan de Lurigancho y San Martín de Porres además de la provincia de Sullana, en Piura. El estado de emergencia se dispuso por 60 días siendo oficializada el día 19.
El 20 de septiembre, se realizó una marcha llamada «marcha por la paz» convocada por el alcalde de San Juan de Lurigancho hacia el congreso para exigir medidas a favor de la seguridad. También se realizaron marchas en Pachacámac y Manchay. Aquel mismo día, el congreso otorgó facultades legislativas al ejecutivo para legislar en materia de seguridad ciudadana por un plazo de 90 días.
Se dispuso que los delincuentes capturados en flagrancia fueran presentados en uniformes color rojo, grilletes y con un cartel con el delito cometido. De esta forma, fueron presentados delincuentes vinculados a las bandas "Los furiosos del 6", "Los saracas de la extorsión" y "Los flashes del open". Se detalló que los miembros capturados de "Los flashes del open" habían sido detenidos en una licorería cuando realizaban una amenaza con fines extorsivos con una granada a los propietarios del local. Adicionalmente, el comandante general de la Policía Nacional del Perú (PNP), Jorge Angulo, anunció la solicitud de declaratoria de emergencia a la PNP debido a que "casi el 50% de la flota vehicular se encuentra inoperativa".
Debido a la declaratoria de emergencia en San Juan de Lurigancho y San Martín de Porres, se detectó que los delincuentes migraron hacia el distrito del Rímac. Ante la problemática de la migración de la delincuencia a otros distritos, se realizó un pedido (tras una reunión entre el teniente alcalde de Lima, Renzo Reggiardo, y diversos alcaldes distritales) para declarar a la totalidad de Lima metropolitana en estado de emergencia ya que "los delincuentes actúan impunemente sin discriminar el distrito".

#### Sobre la legítima defensa y el «terrorismo urbano»
El 21 de septiembre, el congreso de la república aprobó eximir de responsabilidad penal a aquellas personas que actúen en legítima defensa. Con la aprobación, se modificó el Código Penal referido a la legítima defensa quedando como absueltos de responsabilidad penal aquellos casos donde se muestre agresión real con explosivos o armas punzocortantes o la previa irrupción ilegítima en un inmueble, negocio, transporte o lugar de trabajo. Además, se dispuso que en aquellos casos no procede la prisión preventiva.
El 22 de septiembre, el Concejo Municipal de Lima aprobó presentar ante el congreso de la república una propuesta legislativa para incorporar en el Código Penal el concepto de «terrorismo urbano» mediante la cual se aplicaría penas más severas a aquellas personas que cometan los delitos de extorsión, secuestro y sicariato.
El término «terrorismo urbano» se volvió a utilizar en varios proyectos de ley que buscaban convertirlo en un delito fuertemente castigado. Sin embargo, para Nicolás Zevallos, director del Instituto de Criminología y Estudios sobre la Violencia, esta serie de proyectos eran populistas y demagógicos. La abogada penalista Liliana Calderón señaló que esa medida es «contradictoria» con el sistema jurídico, ya que los sentenciados por extorsión pueden recibir cadena perpetua. Después de meses de presentar varias propuestas, el primer ministro, Gustavo Adrianzén, reconoció que no tiene ningún sentido aprobar esa norma.
Por otro lado, el gobierno anunció que expulsará a los extranjeros que no se regularicen hasta el 10 de noviembre del 2023. El anuncio fue realizado por el ministro del interior, Vicente Romero, cuando supervisaba la situación del estado de emergencia en San Juan de Lurigancho.

#### Asesinato de Milenka Coraquillo
Milenka Coraquillo, una trabajadora sexual, fue asesinada a la altura del mercado Lobatón, en Lince, el 27 de septiembre. Eddy Valencia Maldonado, alias «Chavo», fue sindicado como el autor del asesinato (con anterioridad, el «Chavo» había participado en robos a través de forados en casas y negocios). El asesinato de Coraquillo reveló el involucramiento de organizaciones criminales peruanas en el control de los lugares de prostitución. Según testimonios recopilados por Panorama, «Chavo» trabaja en alianza con el Tren de Aragua. Además, el «Chavo» ha estado involucrado en los atentados a la discoteca Cocos (22 de septiembre) y el hotel Aristo (30 de septiembre). Por otro lado, el atentado al hotel hizo que la alcaldesa de Lince, Malca Schnaiderman, solicitara la declaratoria de estado de emergencia al distrito.

#### Primeros decretos
El 20 de septiembre, el congreso había otorgado facultades legislativas al ejecutivo para legislar en cuanto a temas de seguridad ciudadana. De esta forma, se aprobaron los siguientes decretos:
| Fecha        | Decreto legislativo | Descripción |
| ------------ | ------------------- | --- |
| 2 de octubre | N.º 1573            | Mediante la cual se incorpora al Código Penal el delito de reingreso clandestino para aquellos extranjeros expulsados por cometer un delito reingresen al Perú, por la cual afrontarían una pena privativa de la libertad de entre 2 a 4 años. |
| 2 de octubre | N° 1574             | Que amplía de 4 a 12 horas el control de identidad a extranjeros intervenidos para la verificación de sus antecedentes. |

Además, se anunció el 5 de octubre la declaratoria de emergencia del cercado de Lima.

#### Tiroteo de Ventanilla Alta
El tiroteo de Ventanilla Alta ocurrió el 30 de septiembre de 2023 durante una competencia deportiva barrial, dejando tres muertos y tres heridos. Un motorizado y su copiloto dispararon contra los asistentes, pero fueron abatidos tras un contrataque. La víctima principal, Elmo Castillo Céspedes, se negó a pagar extorsiones de los atacantes, quienes pertenecían probablemente a la banda "Los Monstruos del Gatillo". El evento no conto con licencia según indico la municipalidad local.

#### Estado de emergencia en el cercado de Lima y Lince
El 9 de octubre, el Consejo de Ministros aprobó la declaratoria de emergencia en el cercado de Lima y Lince por 60 días. Para tal fin, se modificó el Decreto Supremo N° 105-2023-PCM, en la cual se declaraba el estado de emergencia en San Juan de Lurigancho, San Martín de Porres y Sullana. Se informó que:

Después de SJL, Cercado de Lima es el segundo distrito con harta incidencia delictiva. Se cometen una serie hurtos, robos, especialmente estafas y extorsiones. Paralelamente, en el distrito de Lince, la Policía ha encontrado que en más de 7 puntos se llevan a cabo acciones de trata de personas, entendiendo que la trata de personas es el delito más cruel que existe actualmente.

El alcalde de Lima, Rafael López Aliaga, pidió que las actividades por las procesión del Señor de los Milagros y la actividad turística y comercial no sean afectados.
Se informó, adicionalmente, la prórroga por 60 días del estado de emergencia en el corredor vial sur Apurímac-Cusco-Arequipa y, mediante otro decreto, la prórroga del estado de emergencia en las provincias de Putumayo y Mariscal Castilla en Loreto, además de Pataz en La Libertad.

#### Promulgación de nuevos decretos legislativos
Se promulgaron los siguientes decretos referentes a la seguridad ciudadana:
| Fecha         | Decreto legislativo | Descripción |
| ------------- | ------------------- | --- |
| 11 de octubre | N.º 1575            | Mediante el cual se modifica el marco legal referente a casos de violencia contra la mujer e integrantes del grupo familiar.                              |
| 17 de octubre | N° 1576             | Donde se establece que no es procedente de beneficio penitenciario por trabajo o estudio a aquellos involucrados en robo agravado, sicariato y extorsión. |
| 18 de octubre | N° 1578             | Donde se establece pena de hasta 30 años de cárcel, en caso grave, para aquellas personas involucradas en robos de celulares.                             |

#### Asesinatos de teniente gobernador y serenos en SJL y asalto a banco en SMP
El 19 de octubre, el teniente gobernador de San Juan de Lurigancho, Tommy Saravia Atúncar, fue asesinado por sicarios mientras supervisaba una obra en el sector de Los Constructores. El crimen se dio cuando Saravia se encontraba en los exteriores del local supervisado hablando por teléfono. Se señaló que el móvil del crimen pudo haber sido la extorsión. El asesinato se dio a un mes de la promulgación del estado de emergencia en SJL.
El 21 de octubre, un civil y dos serenos fueron asesinados en el parque El Periodista, ubicado en San Juan de Lurigancho. El 24 de octubre, un banco en San Martín de Porres fue asaltado por 4 delincuentes encapuchados llevándose alrededor de 5 mil soles.
El asesinato del teniente gobernador y de los serenos y el asalto al banco en SMP generaron críticas acerca de la efectividad de los estados de emergencia declarados. Ante estas críticas, el Ministerio del Interior emitió un comunicado en el que señalaba que la incidencia delictiva en San Juan de Lurigancho, San Martín de Porres, Cercado de Lima y Lince, además de en los distritos piuranos declarados en estado de emergencia, se había reducido.

#### Violencia en el centro de Lima Metropolitana
A partir del 31 de octubre, mototaxistas y ciudadanos del distrito limeño de La Victoria denunciaron que son víctimas de mafias de ciudadanos venezolanos dedicadas a la extorsión, por ello salieron a las calles armados con palos y piedras para enfrentarse con los extranjeros, con las arengas de «¡Ni un chamo más!», y colocando panfletos exigiendo el retiro de los venezolanos de su distrito. Igual situación ocurrió en los distritos de El Agustino y en el Cercado de Lima, en donde comerciantes, mototaxistas y ciudadanos de a pie realizaron una movilización con el objetivo de expulsar a venezolanos involucrados en la práctica de la extorsión.  Se reportó la quema de motos y mototaxis, y ataques a venezolanos no involucrados en actos extorsivos y demandas de mayor seguridad.
En los primeros días noviembre se reportaron enfrentamientos entre peruanos y venezolanos en inmediaciones de las avenidas San Pablo, Bausate y Meza, Aviación y otros lugares. Se informó que las mafias extranjeras estarían obligando a los mototaxistas a pagar un cupo diario de entre S/ 2 y S/ 5, así como también dueños de bodegas y tiendas tenían que pagar una cuota de S/ 10 a más. En un vídeo, difundido por redes sociales, la banda criminal extranjera Los Gallegos (facción del Tren de Aragua) amenazó con matar peruanos en La Victoria, El Agustino o cualquier otro distrito que continúe atentando contra los venezolanos. También amenazaron con atacar colegios, por lo cual, las clases fueron suspendidas en tres distritos (La Victorial, El Agustino y San Luis). El 3 de noviembre, el jefe de la Dirección Nacional de Investigación Criminal de la PNP, general Óscar Arriola, informó que 1900 policías y 92 vehículos fueron desplegados a los distritos de La Victoria y El Agustino para proteger el orden interno.

#### Masacre en la mina La Poderosa

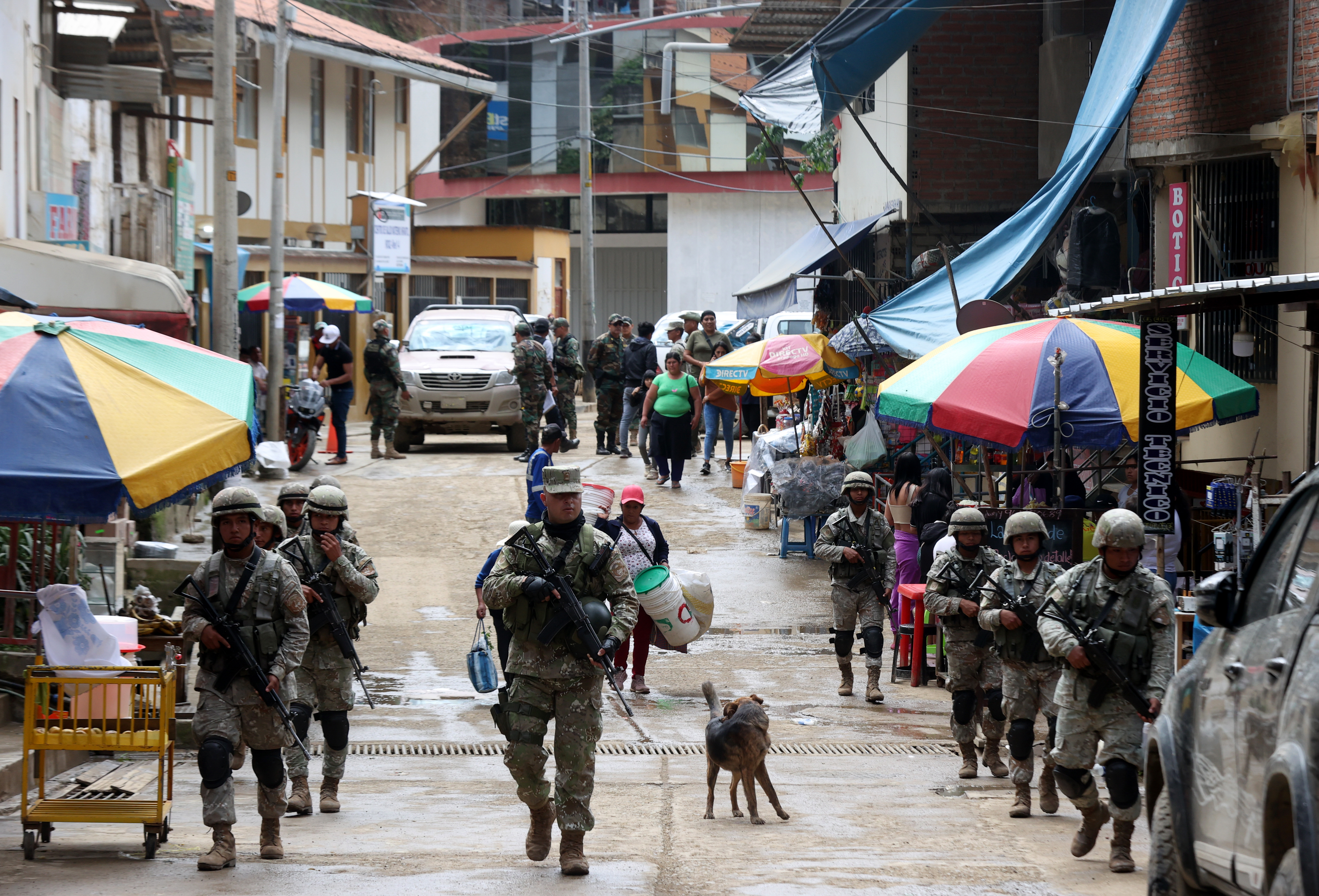
Militares en una calle de Pataz.

En la madrugada del 2 de diciembre un grupo de delincuentes armados con fusiles y explosivos ingresaron en el nivel 2995 de la Compañía Minera La Poderosa, en Pataz (La Libertad) con la intención de apoderarse de minerales, tomaron de rehenes a los trabajadores de lugar. Posteriormente, tuvieron un enfrentamiento con la seguridad de la mina, dejando como saldo 10 trabajadores muertos y 30 heridos. La policía detuvo a 7 sospechosos de perpetrar el crimen. Las autoridades atribuyeron esta masacre (y otros crímenes en Pataz) a ciudadanos peruanos y venezolanos relacionados con la minería ilegal.
Posteriormente, al menos 15 torres de alta tensión que brindaban energía al complejo minera La Poderosa fueron dinamitadas por delincuentes, pese al estado de emergencia en la provincia de Pataz. En esta zona se desarrolla la minería ilegal del oro, una actividad que ha ido en aumento.

#### Medidas para población extranjera
En noviembre de 2023 se oficializó el Decreto Legislativo 1582, que exige la documentación de los ciudadanos extranjeros para permanecer su estadía en el país. Estas medidas se realizaron inclusive en el Estado Nacional, durante el encuentro de Perú y Venezuela en las eliminatorias del Mundial de Fútbol de 2026, en que no hubo detenidos.
Las medidas generaron críticas, debido a que se recurrieron a la falsificación de identidades en el sistema digital. Entre los críticos está el defensor del pueblo, Josué Gutiérrez, quien afirmó que esa iniciativa no es efectiva para expulsar a acusados de actos delictivos. El gobierno de Venezuela rechazó las medidas de control de identidad a los indocumentados, mientras que Amnistía Internacional exigió derogar ese decreto. El gabinete de Dina Boluarte ignoró las críticas, y en octubre de 2024 promulgó una nueva norma que obligaba a la Superintendencia Nacional de Migraciones a recabar los datos privados de los extranjeros residentes.
Por otro lado, el gobierno promulgó una ley que modifica diversos artículos del código penal y que establece que personas que hayan sido condenadas a una pena menor de 6 años por los delitos de hurto simple, hurto agravado, piratería de señal satelital o hurto de uso pueden solicitar la conversión de la pena a una de vigilancia electrónica, que sujetos que tengan una sentencia de entre 10 y 12 años puedan acogerse a beneficios, entre otros.

#### Secuestro de escolar
El 11 de diciembre, la escolar Valeria V. fue secuestrada por cuatro sujetos armados en la puerta de su casa cuando bajaba de una movilidad junto a su hermano. Tras el secuestro, los maleantes solicitaron tres millones de soles para su rescate. Días después, la policía detuvo a Jhon Falcón Pardave, integrante de Los Federales y relacionado con Erick Moreno «El Monstruo», considerado como uno de los criminales más buscados del país.

#### Tiroteos en San Martin de Porres
En la madrugada del 31 de diciembre, en el cruce de las avenidas Tomás Valle y Marco Polo, una zona de comercio informal donde bandas delincuenciales extorsionan a transportistas de buses interprovinciales, se produjo un tiroteo masivo. Entre la noche del 30 y la madrugada del 31 de diciembre, comerciantes y transeúntes fueron sorprendidos por continuos disparos de motorizados, dejando alrededor de diez casquillos de bala. Un sobreviviente describió el ataque como un acto de violencia inesperado y aterrador. Se reportaron 2 muertos y 3 heridos.

#### Reconocimiento de inexistencia del «Plan Boluarte», efectos y otras medidas
En diciembre de 2023, la presidenta Dina Boluarte reconoció que el «Plan Boluarte» no existe, y que el plan de seguridad interna lleva por nombre «Perú Seguro». Sin embargo, en 2024, el gobierno nacional volvió a mostrar interés en el proyecto del sistema penitenciario en El Salvador, cuando el ministro de Justicia visitó a ese país.
El portal Infobae informó en diciembre de 2023 que el plan Perú Seguro tuvo un impacto casi nulo, según declaraciones de analistas de seguridad. El exministro Rubén Vargas señaló que la estrategia aún no cuenta con sustento debido a la presencia de organizaciones delictivas en San Juan de Lurigancho y Pataz. Por otro lado, el acalde de San Martín de Porres reconoció que la situación de emergencia en su distrito no tuvo éxito. Tras las medidas de emergencia decretadas en los dos distritos limeños de San Juan de Lurigancho y San Martín de Porres, se reportaron 70 personas asesinadas por sicarios.
Entre enero y marzo de 2024 se registraron 5012 denuncias de extorsión en el país, que experimentó un mayor crecimiento en comparación con 2023. A pesar de ello, en febrero de dicho año, el ministro del Interior se enfrentó a la prensa local porque, según él, «en Colombia y México el índice de criminalidad quizás es más elevado que en Perú; sin embargo, los medios de aquí muestran lo contrario». Por su parte, el ministro de justicia, Eduardo Arana, confirmó en el mismo mes la implementación de estrategias inspiradas en el denominado «Plan Bukele». De su parte, el Congreso de la República elaboró proyectos de ley para reabrir el centro penitenciario de El Frontón y recurrir a los jueces sin rostro. Además, el ministro del Interior, Walter Ortiz Acosta, propuso pedir ayuda a los Estados Unidos para sentenciar y encarcelar a los responsables de grupos delictivos en ese país.
En marzo de 2024 se consideró imitar la construcción del Centro de Confinamiento del Terrorismo (CECOT) luego de aceptar la posibilidad de recibir asesoramiento de El Salvador para una megacárcel. Meses después, en octubre de ese año, el Gobierno anunció que destinará 3000 millones de soles a la construcción de una megacárcel y a continuar otras obras similares abandonadas. Debido al fracaso del plan Perú Seguro, el Estado decidió que las empresas privadas se encarguen de la construcción de infraestructuras carcelarias a cambio de exonerarles de impuestos.

### 2024

#### Escándalo por armas provenientes del Perú en Ecuador
En enero de 2024, el general Víctor Herrera, jefe de la policía de Guayaquil, afirmó que en Ecuador se utilizaron armas provenientes del Perú. Además, durante la toma del canal TC Televisión, se confirmó que algunos de los rehenes eran de origen peruano, lo que demuestra el alcance transnacional de la delincuencia. Un informe de El Comercio indicó que el 92 % de las armas incautadas durante 2023 ocurrieron en el departamento de Tumbes, lugar donde se transportaría al país vecino. Otro informe de Infobae, a partir de cifras de Víctor Manuel Quinteros, indicó que existen 340 mil armas sin registrar en el país.
Al año siguiente, la policía trazó una ruta de las 3600 municiones incautadas por un militar en la Villa Militar de Chorrillos. Se detuvo al principal responsable y a un taxista que presuntamente iba a trasladar las municiones a Ecuador. Se trató de un acto de corrupción, ya que las sustrajeron cinco veces sin que se detectara nada.

#### Caso Paolo Guerrero
La delincuencia se extendió a personalidades deportivas. En febrero de 2024 Paolo Guerrero, quien fue contratado por el Club Deportivo Universidad César Vallejo, denunció que sus familiares estaban siendo extorsionados, comunicando dicho acto al gobierno de Dina Boluarte para revisar el caso de extorsión. El primer ministro Alberto Otárola aclaró que el futbolista no tendrá un trato preferencial por las fuerzas del orden que cualquier ciudadano en La Libertad. Aunque se difundió que la denuncia de Guerrero «tiene todas las características de una cortina de humo» y que Guerrero quería rescindir el contrato por problemas con su pareja, la policía anunció la captura de "Los Cachacos de Yolín", quienes fueron sindicados como los responsables del acto extorsivo.

#### Asesinatos de dirigentes de construcción civil y otros casos
Entre enero y agosto de 2024, se reportó el asesinato de 5 dirigentes de construcción civil, siendo 3 de ellos pertenecientes a la Federación de Trabajadores en Construcción Civil del Perú (FTCCP). En septiembre, fue asesinado de 8 balazos un trabajador de construcción civil en Comas. En octubre, fue asesinado Julián de la Cruz en Cañete, quien fuera dirigente de un sindicato de construcción civil.
En marzo de 2024 se reportó el asesinato de un ciudadano shipibo-konibo en Cantagallo. Los habitantes criticaron al Ministerio de Cultura por la falta de medidas de protección.
En septiembre, Alejandro David Salazar, ciudadano venezolano de 26 años, fue asesinado de 15 balazos en el centro comercial "Las Malvinas" por 3 sujetos. Se detalló que, para agosto de 2024, se registraron 322 casos de sicariato, siendo los distritos de San Juan de Lurigancho, Comas, Puente Piedra, Ate y Villa María del Triunfo los distritos con mayor incidencia.

#### Acusaciones de liberación de delincuentes por parte de la fiscalía
El 14 de junio de 2024, cuatro delincuentes asaltaron un vehículo policial con dos policías a bordo. A pesar de la captura de dos delincuentes en flagrancia y el llamado de la policía a la fiscal Ana María Úrsula Altamirano Malabrigo para que se apersone al lugar, ella se presentó al culminar el plazo de detención lo que llevó a que los delincuentes fueran puestos en libertad.
El 10 de julio, fueron detenidos en la Panamericana Sur tres delincuentes mientras esperaban en un falso taxi colectivo. Sin embargo, a pesar de las pruebas incriminatorias, la fiscal Deysi Patricia Valdivia Alarcón ordenó la liberación de dichos delincuentes. Dos semanas después, uno de los liberados estuvo involucrado en un asalto contra un policía y su esposa embarazada. Se denunció, además, que el 14 de julio, el fiscal César Christian Cruzado Chiroque otorgó la libertad a delincuentes detenidos debido a un mal análisis de los hechos.
El 14 de agosto, el ministro del interior denunció que ningún fiscal quiso venir tras una intervención que logró la liberación de un empresario dedicado al rubro del reciclaje en Los Olivos.

#### Secuestro de empresario coreano
El 24 de septiembre, Chansik Hwang, empresario de origen coreano de 70 años, fue secuestrado por delincuentes de nacionalidad venezolana. El auto de los secuestradores fue detectado en el Óvalo Huandoy, lo que desató una persecución. Durante la persecución, los secuestradores se enfrentaron a balazos con la policía, además de arrojar una granada que detonó cerca de un patrullero. En el registro del auto de los secuestradores, se encontraron armas de fuego y granadas, además de que el empresario se encontraba maniatado. Otro de los vehículos logró escapar. Se informó que se capturó a 3 ciudadanos de nacionalidad venezolana mientras que un policía resultó herido.

#### Extorsión contra comedor popular
El 24 de septiembre se informó que extorsionadores estaban pidiendo 20 mil soles al comedor popular Señor de los Milagros, ubicado en San Juan de Lurigancho. Las madres del comedor intentaron dialogar con los extorsionadores ofreciéndoles el pago de 300 soles mensuales, sin embargo, estos se rehusaron. Se reportó que los atacantes realizaron disparos contra el comedor y dejaron mensajes amenazantes.
Un mes después, se produjo otro atentado en un comedor de Villa María del Triunfo que abastecía a 30 familias.

#### Denuncias de extorsión y propuesta de huelga en empresas de transporte
El primer ataque contra la empresa Etuchisa se reportó el 15 de agosto de 2024. Para septiembre de 2024, ocho líneas de transporte operadas por empresas privadas (Huáscar, Línea Nueva Estrella, Vipuza, Etuchisa, Sesosa, Chimpún, Tigrillo y Loro) dejaron de circular debido a las constantes extorsiones y ataques por parte de delincuentes en Lima, quienes exigen el pago de cupos. Entre los meses de agosto y septiembre de ese año, se reportaron 15 atentados que dejaron tres trabajadores asesinados.
Varias empresas de transporte organizaron una huelga en señal de protesta por la escasa garantía de seguridad. Esta se extendió tanto que el 26 de septiembre el 98 % de las empresas de transporte público de Lima secundaron la huelga y dejaron de operar en toda la ciudad. Al finalizar el día, se reportó un atentado contra otra empresa de autobuses, atribuido a Los Pulpos del Norte. Marco Sifuentes advirtió que la presidenta Dina Boluarte habría optado por no participar en las sesiones de Estado para abordar el reclamo, generando el malestar del portavoz de esta.
El Ministerio del Interior intentó minimizar la huelga. En su lugar, anunció que los policías escoltarán las líneas de autobuses y que se creará un equipo de investigación similar al Grupo Especial de Inteligencia (GEIN). Al mismo tiempo, se presentó un proyecto de ley ante el Congreso para que los delitos de extorsión y sicariato sean condenados con cadena perpetua.
Posteriormente, Juan José Santiváñez, encargado del Ministerio del Interior, anunció una nueva «marcha por la paz». Juan Carlos Liendo, exjefe de la Dirección Nacional de Inteligencia, criticó que Santiváñez hubiera tomado esta y otras medidas, y aseguró que «no vive en la realidad y quiere que la narrativa que diga se imponga y sea el concepto de seguridad».
Días después, debido a las críticas por la ineficiencia del gobierno en combatir la extorsión en el sector, las empresas de transporte acataron un nuevo día de huelga para el 10 de octubre. Al ver esto, el portavoz presidencial comparó las medidas del sector del transporte con las protestas de diciembre de 2022 y les atribuyó un «interés político desestabilizador» de supuestos grupos opositores al gobierno debido a que el gobierno venía realizando reuniones con algunos líderes del sector de transporte para abordar la situación.

#### Nueva declaración de estado de emergencia y Línea 111

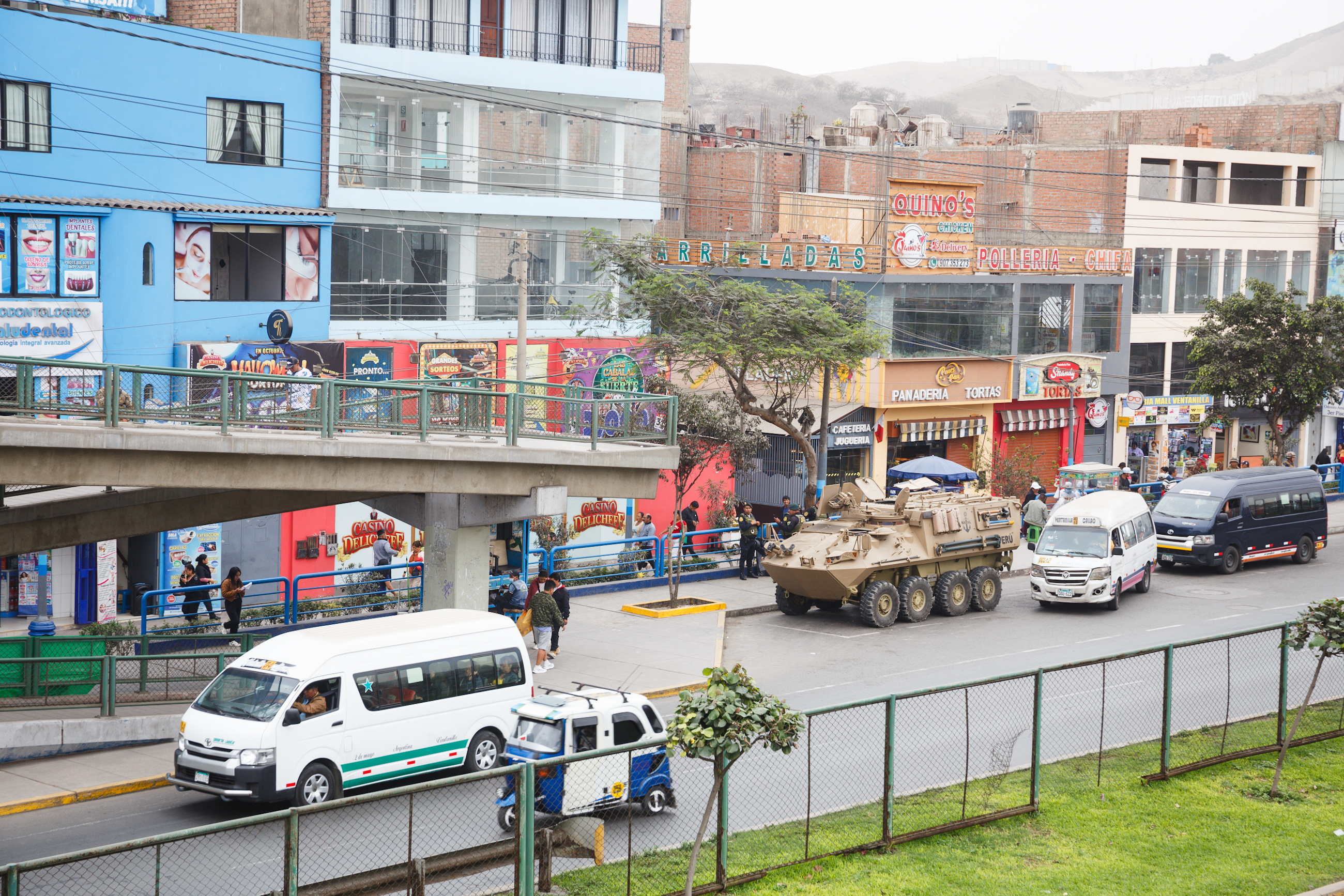
Tanqueta militar en la avenida Néstor Gambetta, Ventanilla.

El 26 de septiembre de 2024, el Gobierno declaró un nuevo estado de emergencia en 11 distritos de Lima. El Gobierno quiso destacar que esa medida estaba funcionando, sin embargo, el 25 de octubre se reportaron ocho asesinatos en esos distritos en menos de 12 horas.
El 4 de octubre, se puso en marcha la Línea 111 para recibir denuncias de extorsión. A pesar de ello, se denunció que la línea era ineficaz y presentaba fallas, además de dar respuestas predeterminadas o inadecuadas a la situación. La Defensoría del Pueblo confirmó el 24 de ese mes que la línea no contaba con un protocolo para atender las denuncias.
El estado de emergencia se prolongó durante algunos meses en Lima, pero no tuvo éxito, ya que el número de muertes aumentó un 27 % en 2024 en comparación con 2023. En enero de 2025, el Sistema de Información de Defunciones registró 79 fallecidos en tan solo 17 días.

#### Liberación del «Negro Bemba»
El 5 de octubre, Alex Arca, alias «Negro Bemba», fue liberado luego que el Poder Judicial anulara la condena de cadena perpetua en su contra. Arca, a quien se le atribuye ser la mano derecha de Erick Moreno, alias «El Monstruo», estaba recluido en el penal de Challapalca y había sido partícipe de diversos crímenes entre ellos el asesinato de un cambista y un policía.

#### Masacre en El Callao
El 8 de octubre, una combi fue atacada por sicarios en El Callao. El ataque fue realizado por un sicario que se había hecho pasar por un pasajero. Producto del ataque, murieron 4 personas, entre ellos el conductor del vehículo, el ciudadano venezolano Eduardo José Carreño, su pareja Jossmery Vílchez Sánchez y los pasajeros Silvia Cayo y Luis César Felipe Vidal. Además, se reportó 3 heridos, entre ellos un menor de edad. Según detalló el ministerio del interior, el accionar se debió a un ajuste de cuentas.

#### Liberación de «Turbo»
El 13 de octubre trascendió que el narcotraficante Óscar Rodríguez Gómez, alias «Turbo», fue liberado por el Quinto Juzgado de Investigación Preparatoria Nacional a pesar de que el Tribunal Constitucional había rechazado de forma previa la reducción de su condena de 30 años. Se reportó que Rodríguez, involucrado en la planeación de un atentado contra el juez Richard Concepción Carhuancho y de proseguir con sus actividades ilícitas estando en prisión, fue a vivir a Lima Norte tras su liberación.

#### Asesinato de profesor en Ate
El 14 de octubre de 2024, el profesor Julio César Pacheco, fue asesinado por un pistolero que se hacía pasar por repartidor de comida para llevar en el colegio Julio C. Tello del distrito de Ate. El asesinato se produjo en presencia de los escolares, y los agresores huyeron en una moto con su cómplice. Si bien no tenía antecedentes policiales, cabe señalar que Pacheco fue primo lejano de Dina Boluarte, y que su hermana fue señalada como intermediaria entre Boluarte y Vladimir Cerrón durante el gobierno de Pedro Castillo.
Más tarde, los padres de los alumnos protestaron indignados en el lugar de los hechos y exigieron a la presidenta Dina Boluarte que acabara con la delincuencia. Asimismo, el ministro de Educación, Morgan Quero, expresó su solidaridad con las familias afectadas, pero fue rechazado por los padres de familia, quienes lo expulsaron a gritos del colegio.
En diciembre de 2024, la policía reveló que el fallecido habría actuado como fachada para favorecer a una banda criminal que se dedicaba a identificar inmuebles de alto valor, a falsificar documentos de compraventa y a transferir los bienes a testaferros. La muerte de Pacheco se debió a que había pedido 5 millones de soles a los delincuentes por usar su identidad para comprar un inmueble costoso en Lima.

#### Bloqueo en Virú
En la noche del domingo 27 de octubre, la Panamericana Norte fue bloqueada en la provincia de Virú en distintos sectores entre los distritos de Virú y Chao, los manifestantes señalaron que era en contra de la ola de extorsiones y asesinatos que viene viviendo la provincia. A la mañana siguiente, un contingente policial de 300 efectivos se enfrentó con los pobladores, logrando liberar la Panamericana Norte, incluso haciendo uso de armas de fuego, no si antes provocar que exaltados retengan a un efectivo policial, al que golpearon, e incendien un camión. Como saldo se reportó 4 civiles (uno por impacto de bala), y 2 policías heridos, además de 4 detenidos.

#### Incidente en Arequipa
El 13 de noviembre, durante el desarrollo de un paro nacional contra la delincuencia, entre la calle Juan de la Torre y el puente Grau de la ciudad de Arequipa, se suscitó un enfrentamiento entre obreros de Construcción Civil y agentes de la policía, que dio como saldo 8 obreros heridos por perdigón.

### 2025

#### Eventos de los Injertos del Cono Norte en enero de 2025
El 12 de enero de 2025, Gian Bielich Yucra, alias "Moche", de los Injertos del Cono Norte asesinó a balazos a un colectivo en San Martín de Porres. El mismo sujeto, fue capturado por la policía el 24 de enero de 2025. El 30 de enero, fueron capturados dos integrantes más de los "Injertos del Cono Norte", entre ellos un menor de edad, que se dedicaban a extorsionar negocios y atacarlos con explosivos.
El 15 de enero de 2025, la Policía de Brasil capturó a dos integrantes de los Injertos del Cono Norte, que habían secuestrado a una joven peruana de 23 años, quien estuvo cautiva por más de 18 horas en una vivienda, no obstante, el líder de esa facción logró escapar.

#### Atentados con explosivos en La Libertad
En la madrugada del lunes 20 de enero de 2025, un delincuente dejó un artefacto explosivo frente a la sede del Ministerio Público de la ciudad de Trujillo (La Libertad). El artefacto estalló y dañó la estructura de siete pisos de la fiscalía, así como también destruyó un vehículo y afectó viviendas y negocios cercanos, incluyendo oficinas de la Universidad Nacional de Trujillo (UNT), que dejaron a 2 civiles heridos.
Poco después, estalló un nuevo explosivo en una vivienda en Huamachuco (La Libertad), dejando sumamente afectado su infraestructura, y destrozando los vidrios de las casas colindantes, así mismo, 3 civiles resultaron heridos. Por la tarde, a la llegada del premier, Gustavo Adrianzén, a Trujillo, un nuevo artefacto explosivo estalló en una vivienda del distrito de Florencia de Mora, dañando vidrios y la reja de la fachada.
La fiscal de la Nación, Delia Espinoza, señaló que se había identificado al posible autor, pero que no se podría detener debido a que no era posible ordenar una detención preliminar. Además, criticó a la institución policial porque en la sede «no hay patrulleros ni presupuesto» para defenderla.

#### Asesinato de Paul Flores «El Ruso»

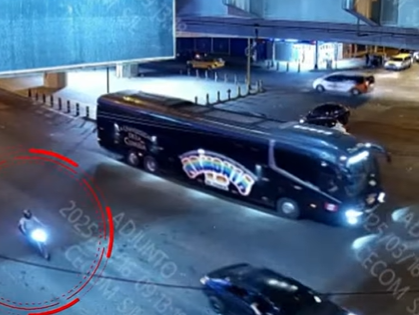
Grabación de un CCTV que muestra los momentos previos al ataque contra Armonía 10 y asesinato de Paul Flores.

En la madrugada del 16 de marzo de 2025, el cantante de la agrupación musical Armonía 10, Paul Flores «El Ruso», fue asesinado a balazos por sicarios en la  Vía de Evitamiento, después de haber ofrecido un concierto en el distrito de San Juan de Lurigancho. Se denunció que la orquesta estaba siendo extorsionada, exigiéndoles cupos millonarios.
Según denunció el abogado de Flores, la Policía Nacional del Perú (PNP) habría relajado las medidas de seguridad hacia los integrantes de la agrupación musical. El mismo día del asesinato, la Policía tuvo que poner en marcha el «Plan Cerco» para capturar a los responsables.
El integrante apodado Chato Juan, de Los Injertos del Cono Norte, se atribuyó la autoría del hecho. El 18 de marzo, en un operativo policial, se logró capturar a un venezolano en San Martín de Porres, que presuntamente estaría implicado en el asesinato de Paul Flores. Posteriormente, se capturó a otro presunto implicado de Los Injertos que había sido liberado por extorsión a causa de un decreto de Dina Boluarte. Ese implicado aportó pistas sobre la planificación de uno de los posibles asesinos de Paul Flores.

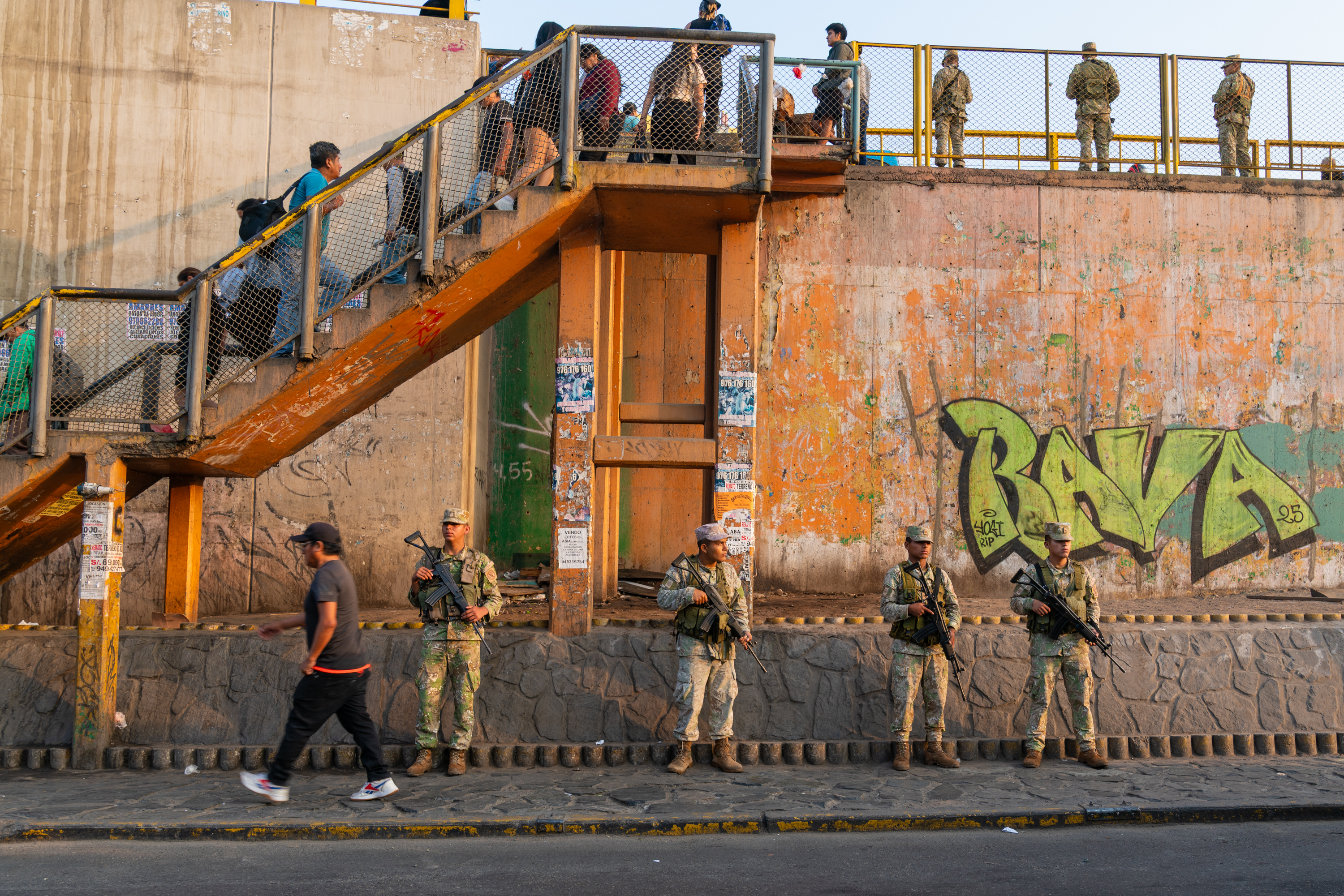
Militares en Puente Nuevo, El Agustino.

El gobierno peruano tuvo que decretar un nuevo estado de emergencia en Lima al día siguiente del asesinato.  El alcalde de Comas, Ulises Villegas, criticó el decreto porque los residentes de su jurisdicción siguen siendo víctimas de extorsiones y asesinatos.
Días después, se celebró una marcha contra la crisis de seguridad. Leslie Shaw, que colaboró con Paul Flores en una canción, participó en la marcha. Alrededor de 30 artistas conocidos en el mundo de la música, gremios de transportistas y colectivos universitarios también participaron en la marcha y llegaron al Congreso. La policía evitó que los manifestantes se concentren en la plaza San Martín. Otros días después, se realizó una escenificación durante un desfile religioso en Junín.

#### Toma de un puesto fronterizo policial en Iquitos
El 27 de marzo, un grupo de 10 delincuentes armados, pertenecientes a una banda dedicada al narcotráfico, tomaron por asalto el puesto fronterizo policial "Tierra Amarilla" en la frontera de Iquitos (Loreto), llevándose armas de reglamento HKG3 y 2500 municiones, y atando de pies y manos a los agentes policiales que en ese momento se hallaban descansando, arrebatándoles también sus pertenencias, posteriormente se retiraron con rumbo desconocido hacia la frontera con Colombia.
Fueron los pobladores quienes al tener conocimiento de lo ocurrido, auxiliaron a los policías.

#### Extorsión a instituciones educativas
El 27 de marzo, el ministro de Educación, Morgan Quero, informó que hasta la fecha se han registrado 28 denuncias formales de extorsión contra colegios y que 177 instituciones educativas están en riesgo. Por su lado, la Asociación Nacional de Colegios Privados (Anacopri), reportó que la cifra real de escuelas afectadas es más de 500 en Lima.

#### Acuerdos de medidas de seguridad por partidos políticos y ministros de defensa
En marzo de 2025, los partidos de derechas Partido Popular Cristiano, Partido Aprista Peruano, Fuerza Moderna, Avanza País y el recientemente creado Unidad y Paz firmaron una propuesta para recurrir a medidas de reestructuración en los siguientes años: equipar a la Policía Nacional del Perú, permitir la participación de la empresa privada en la construcción de cárceles y «finalizar» el conflicto de los poderes del Estado. El acuerdo para combatir la crisis de seguridad se presentaría a la presidenta Dina Boluarte, así como al Congreso y otras autoridades estatales. El partido Fuerza Popular fue invitado a la mesa de negociaciones, pero no firmó el acuerdo.
En una entrevista con Infobae, el exviceministro del Interior Ricardo Valdés y el exministro del Interior Wilfredo Pedraza analizaron que futuras propuestas como el despliegue de militares en las calles y la construcción de megacárceles no abordan el problema de la criminalidad de raíz y que sería una «venta de humo».
Ese mismo mes, Perú estableció su «cuarto de guerra», que permaneció operativo durante un mes. Al mismo tiempo, su ministro de Defensa acordó con los de Bolivia, Colombia y Ecuador, en la Séptima Reunión Ordinaria del Grupo de Alto Nivel de la Comunidad Andina, cómo hacer frente al crimen organizado en la región.

#### Nuevos atentados contra la mina La Poderosa
En la madrugada del 28 de marzo, mineros ilegales pertenecientes a organizaciones criminales dinamitaron una torre de alta tensión de la mina La Poderosa de Pataz (La Libertad), asesinado a 1 trabajador. Por la noche, acribillaron a un vehículo de trabajadores de la mina asesinando a 2 dos personas y dejando heridas a 10.
La policía continuó vigilando Pataz, pero decidió no hacerlo en otras zonas del país, según se detallaba en sus documentos de agosto de 2025.

#### Ataque a la pollería Chic Chic
El 7 de abril, unos extorsionadores pertenecientes a "Los sicilianos del Cono Norte" atacaron la pollería Chic Chic en Puente Piedra. Los extorsionadores, dos días antes, enviaron un mensaje de WhatsApp amenazando con matar a algún cliente o trabajador de la pollería si no llegaban a un acuerdo con ellos pidiendo la suma de 50 mil soles para dejarlos trabajar en paz. Producto del ataque, en cumplimiento de su amenaza, falleció Lindbergh Cubas Pérez, un mecánico que se encontraba en compañía de su familia en el momento de los acontecimientos.

#### Amenazas armadas
El 31 de marzo, sujetos desconocidos dejaron en los exteriores del Penal Castro Castro por segunda ocasión, una granada de guerra con una nota:

Este mensaje va para el número 1 del INPE. Cómo es posible que esos delincuentes de Challapalca sigan extorsionando otra vez, ya tienen celulares ¿Hasta cuándo con esta corrupción? Señor ministro del Interior, por favor ¿Hasta cuándo con la corrupción del INPE de Challapalca. Boten a esos directores corruptos.

Luego de los constantes asesinatos a choferes del transporte público, bandas criminales del Callao difundieron mensajes en redes sociales amenazando con hacer una "purga" de delincuentes extranjeros, así mismo, llamaron a las otras provincias a colaborar. Para el 16 de abril, cabecillas de bandas criminales del Callao volvieron a amenazar a los extranjeros. El 14 de abril, un ciudadano venezolano fue asesinado frente a la estación Chimpu Ocllo en Carabayllo, cuyos perpetradores dejaron una nota; "A todos los venezolanos que se meten en mi cosas, les digo que los iré matando uno por uno, y los justos pagarán por pecadores".

#### Atentado de Tumbes
En la madrugada del 20 de abril, delincuentes detonaron entre 5 y 10 cartuchos de dinamita y un balón de gas en el frontis de una vivienda en el barrio El Progreso de la ciudad de Tumbes, en ese instante, 1 mujer intentó apagar los cartuchos, pero la explosión la arrojó a siete metros de distancia, y le provocó la muerte. De igual manera, una decena de personas resultaron heridas, y 15 viviendas fueron afectadas, principalmente la casa a la que fue dirigido el atentado, terminó destruida. La Policía Nacional del Perú manejaba la hipótesis de que el atentado se produjo aparentemente por un conflicto entre grupos violentos, o un ajuste de cuentas, posiblemente vinculado a organizaciones extranjeras.

## Acontecimientos en la música
Juan Carlos Sotil, exjefe de la Dirección de Investigación Criminal, señaló que la extorsión había llegado de los cantantes y agrupaciones musicales y se había expandido a los organizadores de eventos y dueños de locales. Sotil remarcó que los cantantes y las orquestas, principalmente de géneros populares, corren más peligro al ofrecer conciertos en locales abiertos y son un blanco fácil para atentados. Algunos artistas optaron por suspender sus conciertos.

### 2023
El 26 de septiembre de 2023 se produjo un tiroteo en un evento musical de Marco Antonio Guerrero en Villa María del Triunfo que dejó dos personas fallecidas y veinte heridas.
El 4 de noviembre de 2023 se produjeron dos asesinatos. En Manchay (Lima), un grupo de sicarios acabó con la vida de Steven Guizado Vilca, bajista de Flor Pileña, en un ataque con arma de fuego durante un concierto. La fiscalía ordenó el cierre del local donde murió el bajista de la orquesta por un disparo. En Huaraz (Ancash), otro grupo asesinó a la cantante popular Norma León Raprey, «Normila Ancashina», mientras se encontraba en un bar. Una mujer que la defendió resultó herida de bala.

### 2024
En febrero de 2024, Juan Pablo Fernández, el administrador del local El Huaralino, informó de que había sido víctima de Los Injertos del Norte, una agrupación vinculada a la extorsión de varios artistas musicales. Se atribuyó a Erick Moreno, alias «El Monstruo», como responsable del suceso.
El 3 de noviembre de 2024, cuando el grupo de música chiclayano Hermanos Guerrero regresaba a Jaen (Cajamarca), su autobús fue interceptado por seis asaltantes en Bagua Grande (Amazonas). En medio del caos, uno de los criminales subió al vehículo y comenzó a disparar. Como resultado, la cantante Thalía Castro Manrique falleció tras recibir un impacto de bala. Diversas agrupaciones musicales como Grupo 5 mandaron sus condolencias y condenaron el acto. Con la ayuda de las rondas campesinas locales, la policía detuvo a cuatro sospechosos. Uno de ellos fue liberado. Al mes siguiente, el dueño de la agrupación denunció haber recibido amenazas de muerte.
El 1 de diciembre de 2024, se produjeron atentados contra las agrupaciones musicales Armonía 10 y La Única Tropical sin que hubiese fallecidos. Estas no fueron las únicas agrupaciones amenazadas, ya que el jefe de la División de Secuestros y Extorsiones afirmó que «podría haber 15 orquestas que están siendo extorsionadas». Giancarlo Chunga, director musical de la orquesta La Única Tropical, anunció que se unirán a otras agrupaciones de cumbia como Corazón Serrano y Agua Marina para solicitar medidas drásticas de seguridad ciudadana. Posteriormente, Deyvis Orosco se sumó a esta petición.

### 2025
En marzo de 2025 se registraron dos atentados contra grupos musicales. El primero fue contra un vehículo de Armonía 10, en el que murió el vocalista Paul Flores. El autor intelectual del atentado habría sido Erick Moreno Hernández. Horas después, se produjo un atentado contra una discoteca donde se iba a presentar Los Caribeños de Guadalupe que dejó varios heridos.
En un comunicado, la agrupación Agua Marina afirmó que los ataques «confirman lo desprotegidos que estamos frente a mafias y criminales que atacan impunemente» y pidió a la población que alzara la voz ante los poderes ejecutivo y legislativo. El presentador Rodrigo González expresó su indignación en su programa Amor y fuego de Willax y dijo que en el país «nos están matando frente a un gobierno corrupto».
Se convocó a una marcha multitudinaria en nombre del fallecido Paul Flores. La marcha fue promovida por No Queremos Morir, un colectivo de artistas musicales como Ernesto Pimentel, Amy Gutiérrez, Yahaira Plasencia, etcétera. A esta iniciativa se sumó la Asociación Peruana de Autores y Compositores. La marcha estaba programada para el 21 de marzo, pero algunos artistas rechazaron que la marcha estuviera «politizada» y prefirieron organizar otra sin la presencia de organizaciones ciudadanas. Los cibernautas compartieron publicaciones de mítines de Rafael López Aliaga en los que participaron agrupaciones musicales, por lo que los artistas cambiaron de opinión.
Se reveló que Fuerza Popular y otros partidos políticos habrían entablado conversaciones con artistas. La cantante Yahaira Plasencia filtró un mensaje en el que invitaba a los artistas a entablar conversaciones antes de que se realizaran las marchas. La División de Investigación Criminal (Dirincri) confirmó que participó en dichas conversaciones.
Daniela Darcourt, una de las participantes del colectivo, pidió perdón por afirmar que en la marcha del 21 de marzo había «delincuentes y caviares».  También admitió que ella y otros artistas no son expertos en política.  En una entrevista para América hoy, se desmarcó de otras agrupaciones musicales que aparecieron en una reunión política y destacó que no le interesa conversar con autoridades.
En julio del mismo año, unos delincuentes dispararon en la casa de los padres de la cantante de la agrupación piurana Corazón Serrano, Susana Alvarado, en la ciudad de Piura. Días antes del hecho, se presumió que Alvarado venía siendo víctima de extorsiones, por lo que su pareja Paco Bazán, le brindó su apoyo a ella en la emisión de su programa El deportivo en otra cancha.

## Casos de corrupción
- En mayo de 2024, la Corte Superior de Justicia de La Libertad confirmó la medida de prisión preventiva por un periodo de 36 meses en contra del coronel PNP Arturo Miguel Balta Paredes y otros individuos pertenecientes a la organización criminal "La Gran F.A", que es acusado de es acusado de invadir terrenos, extorsión, tráfico de personas, y empleo de explosivos y armas de alto calibre para la explotación de carbón antracita en concesiones mineras formales.[357] Al poco tiempo el coronel Balta fue puesto en libertad, pero el 22 de enero de 2025, la Fiscalía Especializada en Crimen Organizado de La Libertad y un equipo policial especial de Lima lo volvieron a detener, junto a otras 26 personas. Durante el allanamiento a su domicilio al jefe de la División de Orden Público y Seguridad (DIVOPUS) de la III Macro Región Policial de La Libertad, se encontraron 250 mil soles en efectivo, supuestamente producto del cobro de extorsiones a las mineras ilegales de la región.[358]
- El 6 de diciembre de 2024, la policía capturó a tres agentes del Grupo Terna, que de acuerdo a la Fiscalía pertenecían a la organización criminal ‘Las Hienas del Norte Chico’, y se dedicaban a cobrar cupo a los extorsionadores a cambio de no vincularlos a las investigaciones.[359]
- En febrero de 2025, RPP difundió unos supuestos chats de efectivos policiales de la comisaría de La Noria (Trujillo), en donde estos conversaban con integrantes de la organización criminal "Los Pulpos", en la cual se revelarían coordinaciones  para la entrega de sobornos (como el pago de la cuenta de Netflix de la comisaría) y la ejecución de actos delictivos en Trujillo (La Libertad).[360]
- El 10 de marzo de 2025, el exjefe de la Brigada Especial contra el Crimen de Lima Norte (BRECC), el comandante PNP (r) Francisco Rivadeneyra, denunció que el 6 de diciembre de 2024 alertó a sus superiores sobre una posible filtración de información en favor a la organización criminal "Los Injertos del Cono Norte, motivo por el cual, fue pasado al retiro diez días después. El comandante denunció un presunto blindaje desde dentro de la Policía Nacional del Perú (PNP) al cabecilla de "Los Injertos del Cono Norte", Erick Luis Moreno Hernández, alias "El Monstruo".[361]
- En mayo de 2025, se organizaron protestas en Juliaca en las que se escenificaron actos de corrupción social. El acto simbólico contó con pancartas en las que se exigía la reestructuración total de la policía.[362]